# Schlinigpass

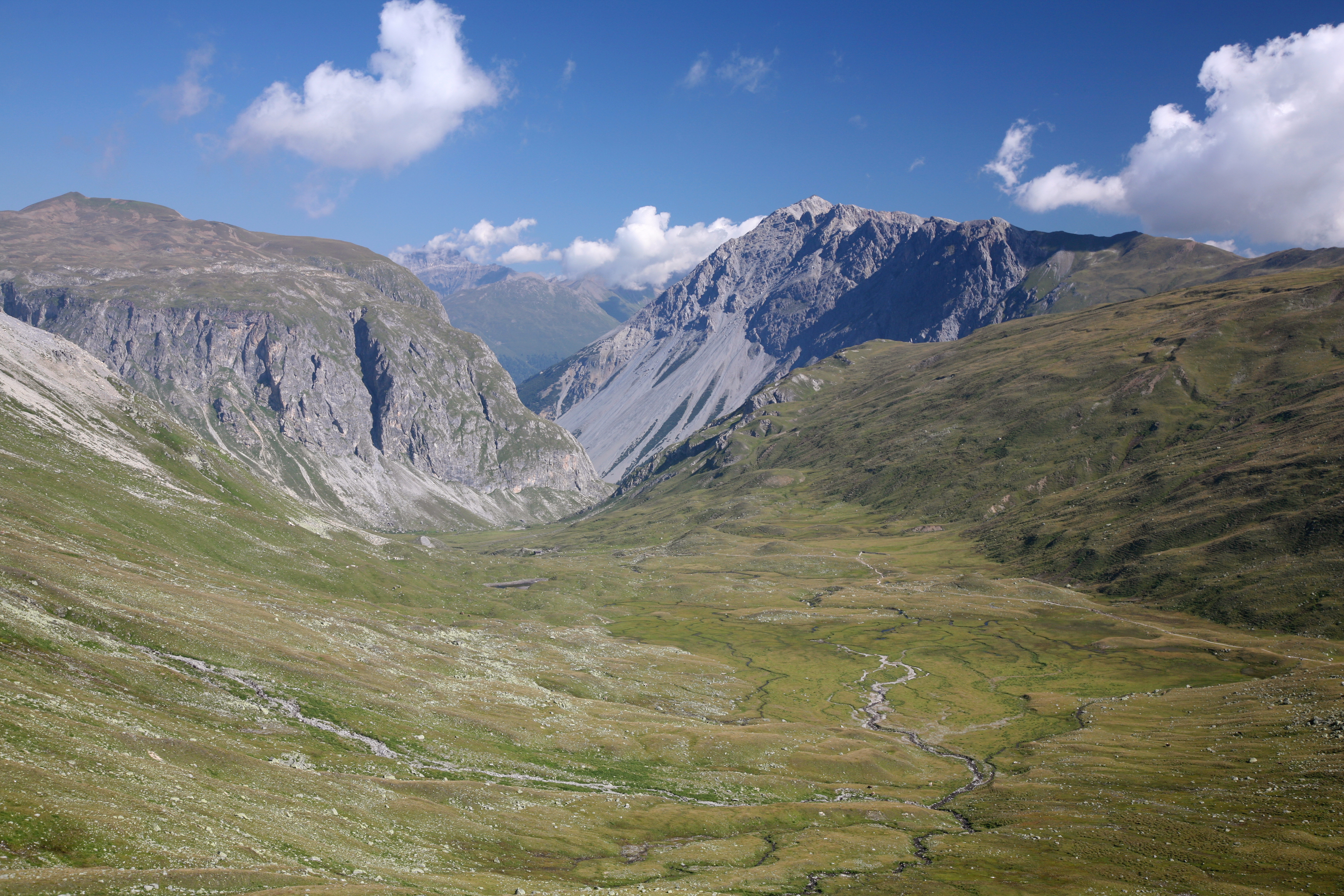
Schlinigpass

Der Schlinigpass (italienisch Passo di Slingia) ist ein Gebirgspass in der Sesvennagruppe, der das Schlinigtal in Südtirol mit dem Val d’Uina im Kanton Graubünden verbindet.
Die Passhöhe auf 2309 m s.l.m. liegt einen halben Kilometer südöstlich der Grenze zwischen Italien und der Schweiz. Auf der italienischen Seite des Übergangs liegt Schlinig (Gemeinde Mals), auf der Schweizer Seite führt der Weg nach Sur En (Gemeinde Scuol).
Der Pass ist Teil der Donau-Etsch-Wasserscheide.